# 喜沙黄耆
喜沙黄耆（学名：Astragalus ammodytes）是豆科黄芪属的植物。分布于中亚、哈萨克斯坦、西伯利亚以及中国大陆的新疆、甘肃等地，生长于海拔200米至600米的地区，多生于砂质土上，目前尚未由人工引种栽培。